# Luanne Maurice
Luanne Maurice (ur. 3 sierpnia 1972) – maurytyjska pływaczka, olimpijka.
Wystąpiła na Letnich Igrzyskach Olimpijskich 1992, podczas których wystartowała wyłącznie w sztafecie 4 × 100 m stylem dowolnym. Drużyna maurytyjska uzyskała najsłabszy 13. wynik eliminacji wśród wszystkich zespołów (4:09,96) – osiągnęła trzeci czas w swojej reprezentacji (1:02,94). 